# Генеральный округ Петербург
Генера́льный о́круг Петербу́рг (нем. Generalbezirk Petersburg, также Ленингра́д (нем. Generalbezirk Leningrad) или Адольфсбу́рг (нем. Generalbezirk Adolfsburg)) — административно-территориальная единица нацистской Германии в составе рейхскомиссариата Московия с центром в Петербурге. Столицей генерального округа город так и не стал, выдержав 872 дня блокады.

## История
Округ был образован на территории РСФСР 7 июля 1941 года, когда части вермахта вступили в Себеж. 25 августа немецкие войска вошли в Великие Луки. В нескольких городах Калининской области были созданы оккупационные учреждения немецких властей. После отступления Красной армии 17 октября, немецкие войска почти беспрепятственно вошли в Калинин. Оккупация города продолжалась 62 дня, однако многие города и сёла в Калининской области находились в немецкой оккупации до 1943 года.
15 августа 1941 года группа армий «Север» захватила Новгород.

## Административное деление
На момент создания генеральный округ состоял из двух «главных районов» (гауптгебитов, нем. Hauptgebiet), которые, в свою очередь, делились на окружные районы (крайсгебиты, нем. Kreisgebiet):
- Главный район Петербург (нем. Hauptgebiet Petersburg)[3]
  - Окружной район Петербург-штадт (нем. Kreisgebiet Petersburg-stadt) запланирован
  - Окружной район Петербург-ланд (нем. Kreisgebiet Petersburg-land) запланирован
  - Окружной район Гатчина (нем. Kreisgebiet Gattschina)
  - Окружной район Петергоф (нем. Kreisgebiet Peterhof)
  - Окружной район Шлиссельбург (нем. Kreisgebiet Schlüsselburg)

- Главный район Калинин (нем. Hauptgebiet Kalinin)[3]
  - Окружной район Новгород (нем. Kreisgebiet Nowgorod)
  - Окружной район Калинин-штадт (нем. Kreisgebiet Kalinin-stadt)
  - Окружной район Калинин-ланд (нем. Kreisgebiet Kalinin-land)